# Wapen van Grevenbicht

Het wapen van Grevenbicht

Het wapen van Grevenbicht werd op 2 juli 1870, per besluit van de Hoge Raad van Adel, in gebruik bevestigd bij de Nederlands Limburgse gemeente Grevenbicht. De gemeente ging op 1 januari 1982 op in de gemeente Born. Na de fusie behield de nieuwe gemeente Born het oude wapen, waardoor er geen elementen van het wapen van Grevenbicht in gebruik zijn gebleven.
Volgens Sierksma is het wapen afkomstig van het wapen van de schepenbank van Grevenbicht, waar een vergelijkbare voorstelling op zou staan. De getoonde kapel zou een kapel van het Heilig Kruis zijn.

## Blazoenering
De blazoenering van het wapen luidt als volgt:
Een schild van lazuur, beladen met eene kapel met drie gedekte torens, alles van zilver.
Het wapen is blauw van kleur met daarop een zilverkleurige kapel. De kapel heeft drie torenspitsen, elk staande op een eigen toren en voorzien van een kruis. De middelste heeft een deuropening. De kapel staat zelf op een vlakke grond.
Ambt Montfort
· Amby
· Amstenrade
· Arcen en Velden
· Baexem
· Beegden
· Beek
· Belfeld
· Bemelen
· Berg en Terblijt
· Bingelrade
· Bocholtz
· Borgharen
· Born
· Broekhuizen
· Broeksittard 
· Buggenum
· Bunde
· Cadier en Keer
· Echt 
· Eijsden
· Elsloo
· Eygelshoven
· Geleen
· Gennep
· Geulle
· Grathem
· Grevenbicht
· Gronsveld
· Grubbenvorst
· Gulpen 
· Haelen
· Heel
· Heel en Panheel
· Heer
· Helden
· Herten
· Heythuysen
· Hoensbroek
· Horn
· Horst
· Houthem
· Hulsberg
· Hunsel
· Itteren
· Jabeek
· Kessel
· Klimmen
· Limbricht
· Linne
· Maasbracht
· Maasbree
· Maasniel
· Margraten
· Meerlo
· Meerlo-Wanssum
· Meerssen
· Meijel
· Melick en Herkenbosch
· Merkelbeek
· Mheer
· Montfort
· Munstergeleen
· Neer
· Neeritter
· Nieuwenhagen
· Nieuwstadt
· Noorbeek
· Nuth
· Onderbanken
· Obbicht en Papenhoven
· Ohé en Laak
· Oirsbeek
· Ottersum
· Oud-Valkenburg
· Oud-Vroenhoven
· Posterholt
· Roggel
· Roggel en Neer
· Roosteren
· Schaesberg
· Schimmert
· Schinnen
· Schinveld
· Sevenum
· Simpelveld
· Sint Geertruid
· Sint Odiliënberg
· Sint Pieter
· Sittard
· Slenaken
· Spaubeek
· Stramproy
· Stevensweert
· Susteren
· Swalmen
· Tegelen
· Thorn
· Ubach over Worms
· Ulestraten
· Urmond
· Valkenburg
· Vlodrop
· Wanssum
· Wessem
· Wijlre
· Wijnandsrade
· Wittem